# Grégoire de Mévius
Barón Grégoire de Mévius (Namur; 16 de agosto de 1962) es un expiloto de rally belga que ha competido en el Campeonato Mundial de Rally entre 1988 y 2001. Ha sido campeón del Campeonato de Producción en dos ocasiones: 1991 y 1992.

## Palmarés
| Año     | Título                                   | Categoría |
| ------- | ---------------------------------------- | --------- |
| 1984    | Copa de Rallies Talbot Samba             | Coches    |
| 1991    | WRC 3                                    | Coches    |
| 1992    | Campeonato belga de RACB                 | Coches    |
| 1992    | WRC 3                                    | Coches    |
| 1996    | Campeonato belga de rallyes              | Coches    |
| 1999    | Rally de Azores                          | Coches    |
| 2000    | Rally de los Faraones                    | Coches    |
| 2010    | Rally de Marruecos Histórico             | Clásicos  |
| 2011    | Rally de Marruecos Histórico             | Clásicos  |
| 2015    | Rally Terre de Lozère                    | Clásicos  |
| 2017    | Rally Clásico de los Balcanes            | Clásicos  |
| 2021    | Rally Terre de Vaucluse                  | Clásicos  |
| 2022    | Rally Histórico del Invierno de Rumania  | Clásicos  |
| 2024    | Torneo de legendas de Boucles de Bastoña | Clásicos  |
| Fuente: |                                          |           |

## Resultados

### Rally Dakar
| Año     | Categoría | Vehículo | Posición | Etapas |
| ------- | --------- | -------- | -------- | ------ |
| 1999    | Coches    | Nissan   | 12.º     | -      |
| 2000    | Coches    | Nissan   | Ret.     | -      |
| 2001    | Coches    | Nissan   | 8.º      | -      |
| 2002    | Coches    | Nissan   | 27.º     | 3      |
| 2003    | Coches    | BMW      | DSQ      | -      |
| 2004    | Coches    | BMW      | 8.º      | -      |
| 2005    | Coches    | Nissan   | Ret.     | -      |
| Fuente: |           |          |          |        |